# Laisvall
Laisvall (südsamisch Lájsogädde) ist ein Ort (småort) in der schwedischen Provinz Norrbottens län und der historischen Provinz Lappland.
Die Ortschaft in der Gemeinde Arjeplog liegt am See Laisan. Der Hauptort der Gemeinde, Arjeplog, liegt etwa 30 Kilometer in östlicher Richtung entfernt. Nur etwa acht Kilometer sind es bis zum Riksväg 95.
Nördlich des Ortes existierte von 1943 bis 2001 eine von der Boliden AB betriebene Bleigrube, die Laisvallgruvan. Infolge des allmählichen Niederganges des Bergbaus und der Grubenschließung sank die Einwohnerzahl des Ortes gegenüber dem Maximum in den 1960er-Jahren bis heute (2015) um fast 90 %.

## Persönlichkeiten
- Susanne Nyström (* 1982), Skilangläuferin